# Bermudagidiella bermudiensis
Bermudagidiella bermudiensis е вид ракообразно от семейство Bogidiellidae. Видът е критично застрашен от изчезване.

## Разпространение
Разпространен е в Бермудски острови.